# Cybianthus lanceolatus
Cybianthus lanceolatus là một loài thực vật có hoa trong họ Anh thảo. Loài này được Pax mô tả khoa học đầu tiên năm 1909.